# Joanna Garland
Joanna Garland (葛藍喬安娜S; Stevenage, 16 luglio 2001) è una tennista taiwanese.

## Biografia
Garland è metà britannica e metà taiwanese. Nata a Stevenage, si è trasferita insieme alla sua famiglia nel Taiwan all'età di dieci anni.
Nel 2016, ha vinto il Taiwan National U18 Tennis Championship. A quel tempo, i genitori di Garland hanno fatto ritorno a Stevenage per occuparsi dei nonni di Joanna, portandosi con loro suo fratello. Garland è rimasta a Kaohsiung, vivendo insieme a sua zia, per continuare ad allenarsi a tennis e proseguire gli studi, e nello stesso tempo competendo nell'ITF Junior Circuit in Asia.

## Carriera

### Junior
Allenata da Hamid Hejazi, Garland ha avuto una carriera junior piuttosto fruttosa ed ha raggiunto come miglior classifica la numero 14 il 26 febbraio 2018.
Garland ha raggiunto i quarti di finale agli Open di Francia 2018 - Singolare ragazze in seguito alle vittorie su Gabriella Price, Viktorija Dema e Zheng Qinwen prima di cedere a Leylah Fernandez. Ha raggiunto il terzo turno al Torneo di Wimbledon 2018 - Singolare ragazze, prima di essere sconfitta dalla giocatrice di casa Emma Raducanu. Successivamente, raggiunge la semifinale agli US Open 2018 - Doppio ragazze insieme a Moyuka Uchijima, ma sono state eliminate da Coco Gauff e Caty McNally.

### Professionismo
Joanna Garland ha vinto 16 titoli nel singolare e 3 titoli in doppio nel circuito ITF in carriera. Il 26 maggio 2025 ha raggiunto il best ranking in singolare alla 175ª posizione mondiale, mentre il 3 aprile 2023 ha raggiunto in doppio la 406ª posizione mondiale.
Fa la sua prima apparizione in un Grande Slam al Roland Garros 2025, classificata al numero 177 delle classifiche supera le qualificazioni sconfiggendo nell'ultimo atto la tedesca Anna-Lena Friedsam, accedendo nel suo primo main draw. Con la conseguente vittoria su Katie Volynets nel primo turno, registra la sua prima vittoria in un major in carriera.

## Statistiche ITF

### Singolare

#### Vittorie (16)
| Torneo $100.000 (0) |
| Torneo $80.000 (0)  |
| Torneo $60.000 (0)  |
| Torneo $40.000 (0)  |
| Torneo $25.000 (12) |
| Torneo $15.000 (4)  |

| N.  | Data             | Torneo                                         | Superficie  | Avversaria in finale       | Punteggio        |
| 1.  | 25 ottobre 2020  | Jolie Ville Golf Women's, Sharm el-Sheikh      | Cemento     | Katie Boulter              | 6-3, 3-6, 6-3    |
| 2.  | 22 novembre 2020 | Jolie Ville Golf Women's, Sharm el-Sheikh      | Cemento     | Lulu Sun                   | 7-5, 6-3         |
| 3.  | 10 aprile 2022   | Magic Tours, Monastir                          | Cemento     | Rebeka Stolmár             | 7-5, 6-1         |
| 4.  | 6 agosto 2022    | GB Pro-Series Foxhills, Foxhills               | Cemento (i) | Kyōka Okamura              | 3-6, 6-1, 6-2    |
| 5.  | 20 agosto 2022   | Aegon Pro Series Aldershot, Aldershot          | Cemento     | Ankita Raina               | 6-2, 6-4         |
| 6.  | 5 marzo 2023     | Swan Hill International, Swan Hill             | Erba        | Wang Yafan                 | 6-3, 4-6, 7-6(7) |
| 7.  | 15 ottobre 2023  | Hamamatsu Women's Open, Hamamatsu              | Sintetico   | Ayano Shimizu              | 6-2, 4-6, 6-4    |
| 8.  | 27 ottobre 2024  | Kayseri Women's, Kayseri                       | Cemento     | Çağla Büyükakçay           | 6-1, 7-6(1)      |
| 9.  | 10 novembre 2024 | Topspin Energy Cup, Solarino                   | Sintetico   | Valentini Grammatikopoulou | 5-7, 6-2, 6-3    |
| 10. | 17 novembre 2024 | GVH Cup, Solarino                              | Sintetico   | Giorgia Pedone             | 6-2, 6-3         |
| 11. | 1º dicembre 2024 | Sharm ElSheikh Women's Future, Sharm el-Sheikh | Cemento     | Kamilla Bartone            | 6-1, 6-1         |
| 12. | 8 dicembre 2024  | Sharm ElSheikh Women's Future, Sharm el-Sheikh | Cemento     | Hanne Vandewinkel          | 6-4, 6-2         |
| 13. | 5 gennaio 2025   | Women's Nairobi, Nairobi                       | Terra rossa | Lian Tran                  | 6-1, 6-1         |
| 14. | 12 gennaio 2025  | Women's Nairobi, Nairobi                       | Terra rossa | Angella Okutoyi            | 6-1, 6-4         |
| 15. | 10 marzo 2025    | Terranova Cup, Solarino                        | Sintetico   | Weronika Falkowska         | 6-1, 6-2         |
| 16. | 16 marzo 2025    | GlobalPharma Cup, Solarino                     | Sintetico   | Viktória Hrunčáková        | 7-6(4), 6-2      |

#### Sconfitte (7)
| Torneo $100.000 (0) |
| Torneo $80.000 (0)  |
| Torneo $60.000 (1)  |
| Torneo $40.000 (0)  |
| Torneo $25.000 (2)  |
| Torneo $15.000 (4)  |

| N. | Data             | Torneo                                                   | Superficie  | Avversaria in finale | Punteggio     |
| 1. | 22 dicembre 2018 | Riaffeisen ITF Tournament Val Gardena, Ortisei           | Cemento (i) | Simona Waltert       | 4-6, 2-6      |
| 2. | 18 ottobre 2020  | Jolie Ville Golf Women's, Sharm el-Sheikh                | Cemento     | Sandra Samir         | 4-6, 2-6      |
| 3. | 15 novembre 2020 | Jolie Ville Golf Women's, Sharm el-Sheikh                | Cemento     | Lea Bošković         | 4-6, 4-6      |
| 4. | 3 aprile 2022    | Magic Tours, Monastir                                    | Cemento     | Sakura Hosogi        | 4-6, 6-1, 3-6 |
| 5. | 15 maggio 2022   | Nottingham Tennis Centre, Nottingham                     | Cemento     | Sonay Kartal         | 3-6, 1-6      |
| 6. | 29 ottobre 2023  | City of Playford Tennis International, Città di Playford | Cemento     | Astra Sharma         | 6(6)-7, 0-6   |
| 7. | 15 dicembre 2024 | Sharm ElSheikh Women's Future, Sharm el-Sheikh           | Cemento     | Anastasija Gasanova  | 3-6, 6(1)-7   |

### Doppio

#### Vittorie (3)
| Torneo $100.000 (0) |
| Torneo $80.000 (0)  |
| Torneo $60.000 (0)  |
| Torneo $40.000 (0)  |
| Torneo $25.000 (1)  |
| Torneo $15.000 (2)  |

| N. | Data            | Torneo                                   | Superficie  | Compagna         | Avversarie in finale                | Punteggio        |
| 1. | 28 luglio 2018  | Formosa Cup, Taipei                      | Cemento     | Lee Hua-chen     | Chan Chin-wei Kotomi Takahata       | 6–1, 3–6, [10–1] |
| 2. | 8 febbraio 2019 | Calvia ITF World Tennis Tour, Palma Nova | Terra rossa | Anna Hertel      | Luniuska Delgado Daniella Medvedeva | 7-5, 6-0         |
| 3. | 28 ottobre 2022 | GB Pro-Series Loughborough, Loughborough | Cemento (i) | Gabriela Knutson | Martyna Kubka Elena Malõgina        | 6-3, 6-3         |

#### Sconfitte (2)
| Torneo $100.000 (0) |
| Torneo $80.000 (0)  |
| Torneo $60.000 (0)  |
| Torneo $40.000 (0)  |
| Torneo $25.000 (0)  |
| Torneo $15.000 (2)  |

| N. | Data            | Torneo                                                    | Superficie | Compagna              | Avversarie in finale         | Punteggio               |
| 1. | 18 agosto 2018  | ITF Gimcheon Women's Circuit, Gimcheon                    | Cemento    | Emily Appleton        | Jung So-hee Kim Mi-ok        | 7–6(5), 6(5)-7, [12–14] |
| 2. | 8 dicembre 2018 | Cal-Comp and XYZ Printing ITF Pro Circuit Series, Hua Hin | Cemento    | Mananchaya Sawangkaew | Nadia Ravita Aldila Sutjiadi | 2-6, 4-6                |